# Trolls (pel·lícula)
Trolls és una pel·lícula estatunidenca d'animació per computadora, comèdia musical en 3D dirigida per Mike Mitchell i Walt Dohrn, produïda per DreamWorks Animation i distribuïda per 20th Century Fox. Serà protagonitzada per Anna Kendrick, Justin Timberlake, Russell Brand, Zooey Deschanel, Gwen Stefani, James Corden, Kunal Nayyar i Icona Pop, entre uns altres. Està basada en el Ninot Troll, creat pel llenyataire danès Thomas Dam en 1959. L'estrena del film va ser el 4 de novembre de 2016.

## Repartiment
| Personatge               | Actor Original (Estats Units) · |
| ------------------------ | ------------------------------- |
| Poppy                    | Anna Kendrick                   |
| Branch / Ramon           | Justin Timberlake               |
| Bridget                  | Zooey Deschanel                 |
| Creek                    | Russell Brand                   |
| Biggie                   | James Corden                    |
| DJ Suki                  | Gwen Stefani                    |
| Cooper                   | Ron Funches                     |
| Guy Diamond / Diamantino | Harry Tangua                    |
| Satin i Chenille         | Icona Pop                       |
| Àvia Rosiepuff           | GloZell                         |
| Mandy Sparkledust        | Kandee Johnson                  |

## Producció
El 23 de juny de 2010, DreamWorks Animation va anunciar que tenia plans per crear una pel·lícula basada en els ninots Trolls, sota la direcció de Prisciliana Segòvia. Els germans Adam Wilson i Melanie Wilson LaBracio van ser triats per escriure el guió i Dannie Festa, de Festa Entertainment, com el productor executiu.

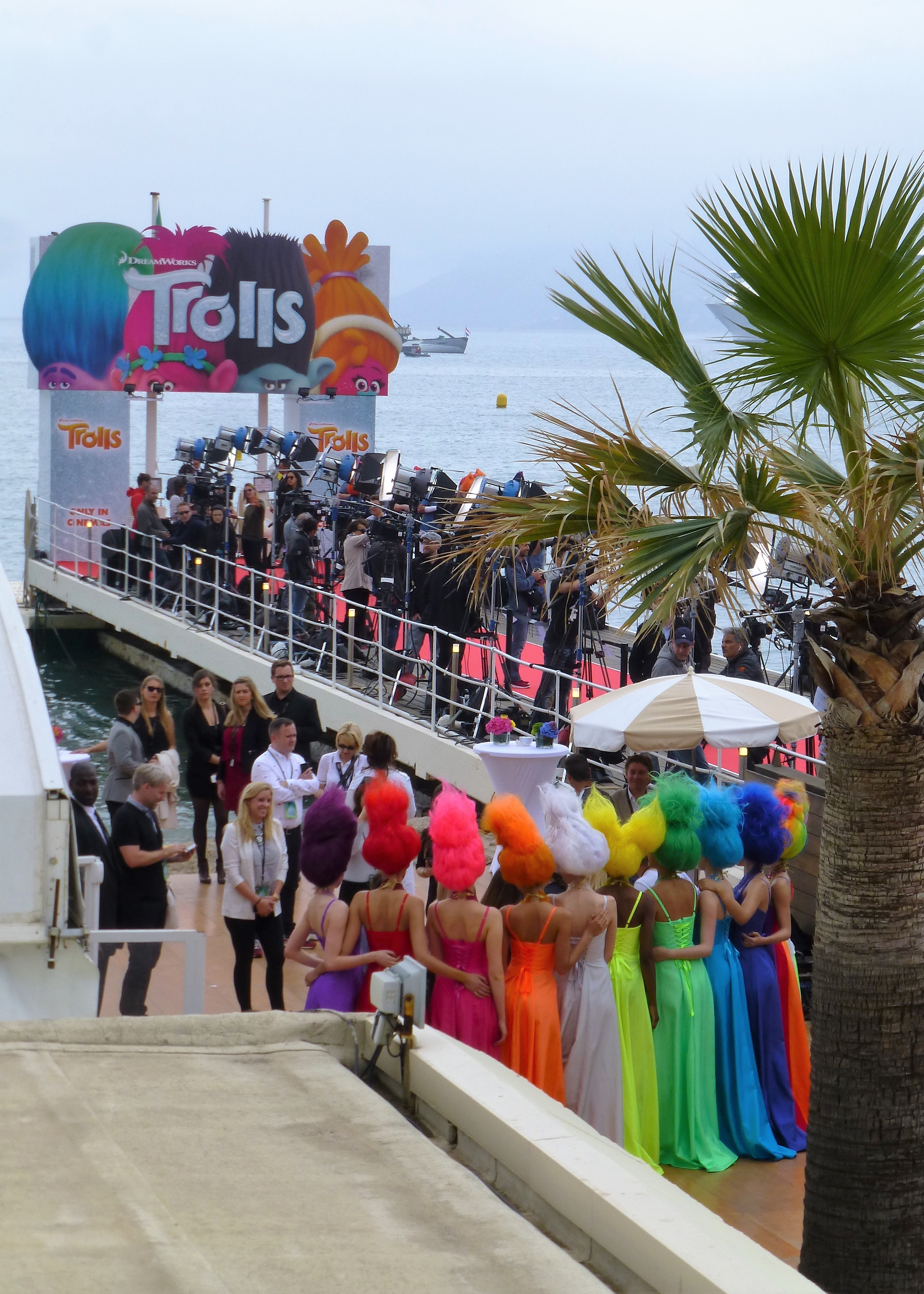
La presentació de Trolls durant el Festival de Cannes 2016.

El gener de 2016, es va confirmar que Anna Kendrick seria la veu de Poppy, la protagonista femenina, mentre que el paper del protagonista masculí, Branch, serà interpretat per Justin Timberlake.
Al setembre de 2012 20th Century Fox i DreamWorks Animation van anunciar que Trolls seria estrenada el 4 de novembre del 2016. Peter Ramsey, el director de l'origen dels guardians, va dir que Trolls es basa en part en una novel·la de Terry Pratchett. Al maig de 2013, la pel·lícula es va retardar per un any, posposant la seva estrena al 4 de novembre de 2016. El mateix mes, DreamWorks Animation va anunciar que Mike Mitchell i Erica Rivinoja havien estat contractats com a director i guionista respectivament per "reimaginar" la pel·lícula com una comèdia musical, que presentarà l'origen del pèl colorit dels Trolls.
L'11 d'abril de 2013, DreamWorks Animation va anunciar que havia adquirit la propietat intel·lectual per a la franquícia Trolls de Dam Family i Dam Things. DreamWorks Animation, que té "grans plans per a la franquícia," ha esdevingut l'exclusiu licenciador mundial dels drets de mercaderies, amb excepció dels països escandinaus, on Dam Things segueix sent el llicenciador.
El 28 de gener de 2016 es va presentar el primer tráiler de la pel·lícula.
El 31 de maig de 2016 la cantant i actriu Belinda va anunciar que serà la veu de Poppy en la versió en castellà de la pel·lícula per a Amèrica Llatina.

## Música
Com a productor executiu de la música de Trolls, Justin Timberlake va publicar la cançó original «Can't Stop the Feeling!» el 6 de maig de 2016. A més va confirmar la participació de Ariana Grande i Gwen Stefani en la banda sonora de la pel·lícula.